# Justin Roiland
Mark Justin Roiland (Stockton, 21 de fevereiro de 1980) é um ator, dublador, animador, escritor, produtor, diretor, e comediante americano. Ele é mais conhecido como cocriador da série animada Rick and Morty, do canal americano Adult Swim, no qual ele dubla os personagens principais do programa. Ele também é o criador da série animada Solar Opposites, do canal Hulu, no qual ele dubla o personagem principal, Korvo. Roiland também é conhecido por dar voz aos personagens Conde de Limãograb, de Adventure Time, e Blendin Blandin, de Gravity Falls. Ele é o fundador do estúdio de animação Justin Roiland’s Solo Vanity Card Productions! e do estúdio de jogos eletrônicos Squanch Games. Recentemente, a página oficial de Rick and Morty no twitter divulgou que não irá manter vínculo com o cocriador do programa.

## Biografia

### Primeiros anos
Roiland cresceu em um pomar de amêndoa em Manteca (Califórnia). Sua irmã, Amy Roiland (nascida em 1984), é  CEO e fundadora do app FashionTap. Ele estudou na Sierra High School durante todo o seu tempo no ensino médio até o primeiro quarto de seu último ano e depois transferiu-se para Manteca High School pelo restante de seu último ano, formando-se em 1998. Após o ensino médio, ele frequentou Modesto Junior College em Modesto, Califórnia.

### Carreira
Ele finalmente se mudou para Los Angeles e, no início de 2004, se envolveu com Channel101, um coletivo de mídia de LA iniciado por Dan Harmon e Rob Schrab, onde ele fez e atuou em vários shorts de filmes (como 2 Girls One Cup:The Show, House of Cosbys e um pequeno papel como o músico Christopher Cross na série Yacht Rock) e no programa de televisão Acceptable TV, da VH1.